# Semmenstedt
Semmenstedt – dzielnica gminy Remlingen-Semmenstedt w Niemczech, w kraju związkowym Dolna Saksonia, w powiecie Wolfenbüttel, w gminy zbiorowej Elm-Asse. Do 31 października 2016 samodzielna gmina.  Do 31 grudnia 2014 wchodziła w skład gminy zbiorowej Asse.